# ۴۵۸۰ بچه
سیارک ۴۵۸۰ (به انگلیسی: 4580 Child، نامگذاری:1989EF) چهار هزار و پانصد و هشتادمین سیارک کشف شده‌است که در ۴ مارس ۱۹۸۹ کشف شد.
قدر مطلق سیارک برابر ۱۱٫۸۰ است.